# 蒙蒂霍
蒙蒂霍（西班牙語：Montijo），是西班牙埃斯特雷马杜拉巴达霍斯省的一个市镇。总面积120平方公里，总人口15253人（2001年），人口密度127人/平方公里。